# Las aguas bajan turbias
Las aguas bajan turbias és una pel·lícula argentina, basada en la novel·la El rio oscuro d'Alfredo Varela (que també va col·laborar en el guió). Realitzada entre 1951 i 1952, és una obra representativa de l'estil de cinema político-social de l'autor i intèrpret principal, Hugo del Carril, i és considerada entre les obres més destacades del cinema argentí. Va ser estrenada el 9 d'octubre de 1952 i s'ha exhibit també com El infierno verde.

## Argument
Els germans Santos i Rufino Peralta (del Carril i Laxalt) són contractats com a treballadors en els yerbatales de l'Alt Paraná. Allà es trobaran amb condicions infrahumanes de treball i la cobdícia dels patrons. A més, Santos s'enfrontarà amb un capatàs per l'amor d'Amelia (Adriana Benetti). La rebel·lió va madurant, al mateix temps que es va gestant la formació d'un sindicat de treballadors. Finalment, els obrers s'alcen i castiguen durament als seus explotadors.

## Repartiment
- Hugo del Carril
- Adriana Benetti
- Raúl del Valle
- Gloria Ferrandiz
- Pedro Laxalt
- Eloy Álvarez
- Herminia Franco
- Joaquín Petrosino
- Carlos Escobares
- Domingo Garibotto
- Francisco Audenino
- Luis Otero
- Robert Le Vigan
- Mecha López
- Fausto Etchegoin
- Carlos D'Agostino

## Premis
- Acadèmia d'Arts i Ciències Cinematogràfiques de l'Argentina (1952): Millor Film, Millor Director, Millor Actor de Repartiment (Pedro Laxalt)
- Associació de Cronistes Cinematogràfics de l'Argentina: Millor Film, Millor Director, Millor Actor de Repartiment (Pedro Laxalt), Revelació Masculina (Luis Otero)
- XIII Festival Cinematogràfic Internacional de Venècia (Itàlia / 1952): Diploma d'Honor